# Wonderland (film, 2024)
Pour les articles homonymes, voir Wonderland.
Pour plus de détails, voir Fiche technique et Distribution.
Wonderland (hangeul : 원더랜드 ; RR : Wondeolaendeu ; MR : Wŏndŏraendŭ ; litt. « Pays des merveilles ») est un film sud-coréen réalisé par Kim Tae-yong et sorti en 2024.

## Synopsis
Wonderland est un monde virtuel, où l'on peut communiquer avec les proches décédés grâce à une intelligence artificielle, comme Jeong-in, une hôtesse de l'air, qui désire rencontrer son petit ami, Tae-joo, tombé dans le coma, ou encore Bai Li qui rejoint le service afin de pouvoir parler à sa fille, après sa mort.

## Fiche technique
Sauf indication contraire ou complémentaire, les informations mentionnées dans cette section peuvent être confirmées par la base de données KMDb
- Titre original : 원더랜드
- Titre international et français : Wonderland
- Réalisation : Kim Tae-yong (en)
- Scénario : Kim Tae-yong et Min Ye-ji
- Musique : Bang Jun-seok et Dalparan
- Décors : Seo Seong-kyung
- Costumes : Ham Hyeon-joo
- Photographie : Kim Seong-jin et Park Hong-yeol
- Son : Han Myeong-hwan et Jeong Ji-young
- Montage : Kim Hyung-ju
- Production : Oh Jeong-wan et Park Kwan-soo
- Sociétés de production : Bom Film Productions et Kirin Productions
- Société de distribution : Acemaker Movieworks
- Budget : 18 millards ₩[2]
- Pays de production :  Corée du Sud
- Langue originale : coréen, mandarin
- Format : couleur
- Genre : science-fiction ; drame, romance
- Durée : 113 minutes
- Dates de sortie :
  - Corée du Sud : 5 juin 2024
  - Monde : 26 juillet 2024 (Netflix)

## Distribution
- Tang Wei : Bai Li
- Bae Suzy : Jeong-in
- Park Bo-gum : Tae-joo
- Jung Yu-mi : Hae-ri
- Choi Woo-shik : Hyeon-soo
- Gong Ji-cheol : Song-youn
- Nina Paw (en) : la mère de Bai Li
- Sung Byung-sook : Song Jeong-ran
- Choi Moo-sung (en) : Lee Yong-sik
- Tang Jun-sang : Choi Jin-gu, petit-fils de Jeong-ran
- Lee Eol : le père de Hae-ri
- Kang Ae-sim : la mère de Hae-ri
- Jeon Su-ji (en) : le collègue de Jeong-in
- Darcy Paquet (en) : Danny
- Gong Yoo : Sung-joon (caméo)
- Kim Sung-ryung (en) : la mère de Hyeon-soo (caméo)

## Production

### Développement
Le projet est conçu en juin 2019. Kim Tae-yong a écrit le scénario, puis réalisé neuf ans après son dernier film Late Autumn (en) (2010).

### Attribution des rôles
Le 26 juin 2019, Bae Suzy reçoit une offre pour participer au film. Le 2 juillet, l'agence de Choi Woo-shik  réfléchit mûrement et formellement à propos de la proposition d'un rôle. Le 25 septembre, l'agence de Park Bo-gum, Blossom Entertainment, passe en revue l'offre. Le 30 août, un membre de la production rapporte que Tang Wei s'est vue offrir un rôle secondaire. Le 11 novembre, Jung Yu-mi se joint à ce projet. Le 11 mars 2020, Gong Yoo est en train de réfléchir concernant le rôle du mari de Tang Wei.

### Tournage
Le  tournage débute en avril 2020. En juillet, il est tourné dans des studios à Paju (Gyeonggi) et à Jeonju (Jeolla du Nord). Les prises de vues s'achèvent en septembre, à l'exception de quelques scènes supplémentaires pour Tang Wei qui devront être réalisées en janvier 2021.

## Accueil

### Sorties
Le 22 octobre 2020, les distributeurs Acemaker Movieworks et Netflix trouvent un accord pour que le film puisse diffuser en exclusivité par Netflix, sauf en Corée du Sud et Chine. Netflix était en pleine discussion avec Acemaker Movieworks pour les sorties étrangères depuis le début du tournage. Après de longues négociations, Acemaker Movieworks a finalement accepté de signer un contrat avec Netflix environ 30 % du coût de post-production.
Le film est sorti le 5 juin 2024 en Corée du Sud, et le 26 juillet 2024 sur Netflix.

### Box-office
Wonderland est projeté dans 1 165 salles sud-coréennes. Il est classé dans la première place du box-office sud-coréens avec 94 777 spectateurs. Il reste à la première place pendant trois jours.
À compter du 19 juillet 2024, le film compte 625 348 spectateurs.